# Романченко, Николай Захарович
Николай Захарович Романченко (укр. Микола Захарович Романченко; 29 августа 1921, с. Лесовое, теперь Житомирской области — 1991) — украинский советский поэт, прозаик, журналист.

## Биография
Участник Великой Отечественной войны. Военный корреспондент. Полковник. В 1944 входил в состав группы фронтовых литераторов — Бориса Полевого, Константина Симонова, Владимира Сосюры, Ильи Френкеля, Семёна Скляренко, Петра Дорошко, Любомира Дмитерко, Анатолия Хорунжего, издававших газету 1-го Украинского фронта «За честь Родины» (на пяти языках).
Член Союза писателей СССР с 1958. В 1966—1968 — главный редактор львовского журнала «Жовтень». В течение ряда лет возглавлял парторганизацию Львовского отделения Союза писателей. Публиковался под именем Микола Романченко.
Автор сборников стихов:
- 1956 — «Заря моя»
- 1961 — «Песню иду искать»
- 1962 — «Отчизну славлю»
- 1964 — «Гром и колос»
- 1964 — «Сеем добро»
- 1966 — Повесть «Заоблачный гарнизон»